# Lotus 93T
Chronologie des modèles (1983)
Lotus 92 Lotus 94T
La Lotus 93T est une monoplace de Formule 1 engagée par l'écurie britannique Team Lotus dans le cadre des huit premières manches du championnat du monde de Formule 1 1983. Elle est pilotée par l'Italien Elio De Angelis et le Britannique Nigel Mansell.

## Historique
Cette voiture représente à la fois une fin (dernière voiture conçue sous la direction de Colin Chapman, décédé en décembre 1982) et un commencement (début du partenariat avec Renault).
La disparition du fondateur de l'écurie a laissé des traces : malgré les efforts de toute l'équipe, cette voiture confiée lors des sept premiers Grands Prix uniquement à Elio De Angelis, Nigel Mansell pilotant une Lotus 92 innovante mais rétive. Le pilote Britannique prend le volant de la 93T à deux reprises, lors de la Race of champions 1983, où, parti de la huitième position, il abandonne au septième tour, puis lors du Grand Prix d'Allemagne.
De Angelis ne marque aucun point à son volant et, devant le manque de performance de la monoplace dont la puissance du moteur ne parvient pas à compenser les errements du châssis, l'ingénieur Gérard Ducarouge, recruté en cours de saison, conçoit en quelques semaines une nouvelle voiture, la Lotus 94T, la troisième engagée par  l'équipe en 1983.

## Résultats en championnat du monde de Formule 1
| Saison | Écurie                 | Moteur           | Pneus   | Pilotes         | Courses | Courses | Courses | Courses | Courses | Courses | Courses | Courses | Courses | Courses | Courses | Courses | Courses | Courses | Courses | Points inscrits | Classement |
| Saison | Écurie                 | Moteur           | Pneus   | Pilotes         | 1       | 2       | 3       | 4       | 5       | 6       | 7       | 8       | 9       | 10      | 11      | 12      | 13      | 14      | 15      | Points inscrits | Classement |
| ------ | ---------------------- | ---------------- | ------- | --------------- | ------- | ------- | ------- | ------- | ------- | ------- | ------- | ------- | ------- | ------- | ------- | ------- | ------- | ------- | ------- | --------------- | ---------- |
| 1983   | John Player Team Lotus | Renault EF1 T V6 | Pirelli |                 | BRÉ     | USO     | FRA     | SMR     | MON     | BEL     | USE     | CAN     | GBR     | ALL     | AUT     | P-B     | ITA     | EUR     | AFS     | 11*             | 8e         |
| 1983   | John Player Team Lotus | Renault EF1 T V6 | Pirelli | Elio De Angelis |         | Abd.    | Abd.    | Abd.    | Abd.    | 9e      | Abd.    | Abd.    |         |         |         |         |         |         |         | 11*             | 8e         |
| 1983   | John Player Team Lotus | Renault EF1 T V6 | Pirelli | Nigel Mansell   |         |         |         |         |         |         |         |         |         | Abd.    |         |         |         |         |         | 11*             | 8e         |

Légende : ici  

* 8 points marqués avec la Lotus 94T.